# Rafael Marques
Rafael Marques Mariano (ur. 27 maja 1983) – brazylijski piłkarz występujący na pozycji napastnika.

## Kariera klubowa
Od 2002 roku występował w klubach Campinas, Ponte Preta, SE Palmeiras, Internacional Limeira, Marília, Samsunspor, Manisaspor, Omiya Ardija, Botafogo, Henan Jianye i Cruzeiro EC.